# Cheung Kong Center
Le Cheung Kong Center est un gratte-ciel de bureaux à Hong Kong. Sa construction s'est terminée en 1999, il comporte 63 étages pour 282,9 mètres de hauteur.